# Linguistique théorique
La linguistique théorique est la branche de la linguistique qui s'occupe de modéliser la connaissance linguistique. Cette approche implique la recherche et l'explication des universaux linguistiques, qui sont des propriétés que toutes les langues ont en commun. Les champs d'étude généralement considérés comme le noyau de la linguistique théorique sont la syntaxe, la phonologie, la morphologie et la sémantique. La phonologie est souvent confondue avec la phonétique, qui comme la psycholinguistique et la sociolinguistique, sont rarement considérées comme faisant partie de la linguistique théorique. La linguistique analogique, développée par Philippe Monneret, peut être considérée comme une branche de la linguistique théorique.
La linguistique théorique est la branche de la linguistique qui s'intéresse à la nature du langage lui-même et cherche à répondre à des questions fondamentales quant à ce qu'est la langue; Comment ça marche; Comment fonctionne la grammaire universelle (UG) en tant qu'organe mental spécifique au domaine; Quelles sont ses propriétés uniques; Comment le langage se rapporte à d'autres processus cognitifs, etc. Les linguistes théoriques s'intéressent surtout à la construction de modèles de connaissances linguistiques et, finalement, à l'élaboration d'une théorie linguistique. Bien que la phonétique guide souvent la phonologie, elle est souvent exclue du champ de la linguistique théorique, de même que de la sociolinguistique. La linguistique théorique implique aussi la recherche d'une explication des universaux linguistiques, c'est-à-dire des propriétés que tout ou plusieurs langues ont en commun.
La linguistique théorique poursuit la construction de théories et de schémas théoriques universels, potentiellement valables pour toutes les langues du monde, et ne prétend pas expliquer des faits particuliers d'une langue spécifique à travers des règles ad hoc. De plus, la linguistique théorique essaie de juger les mérites d'une théorie particulière sur des aspects de généralité, de simplicité et de capacité à relier des phénomènes plutôt que de rechercher des critères de simplicité, d'applicabilité ou d'intelligibilité. C'est pourquoi, dans la linguistique théorique, l'utilisation des abstractions théoriques et des schémas complexes n'est pas évitée si elles ont des vertus explicatives. Au contraire, l'approche grammaticale traditionnelle consistait toujours à construire des règles et des guides pratiques qui peuvent aider à l'étude d'une langue spécifique, sans abuser des abstractions qui ne sont pas nécessaires pour étudier une langue particulière.